# イーゴリ・タラン
イーゴリ・タラン (ラテン文字:Igor Taran、ウズベク語: Игорь Таран、1983年12月29日 - ) は、ウズベキスタン出身のプロサッカー選手である。ポジションはFW。現在はネフチ・フェルガナでプレーしている。

## クラブキャリア
タランはシュルタン・グザルでプロサッカー選手としてのキャリアを開始し、2007年にFKアンディジャンへと移籍、2シーズンプレーした。2009年、タランは再びシュルタン・グザルへと復帰した。ブニョドコル、ナサフ・カルシを経て、2015年に再びシュルタン・グザルに復帰した。

## ウズベキスタン代表
2010年、タランはサッカーウズベキスタン代表として出場を果たした。